# オズバート・サルヴィン

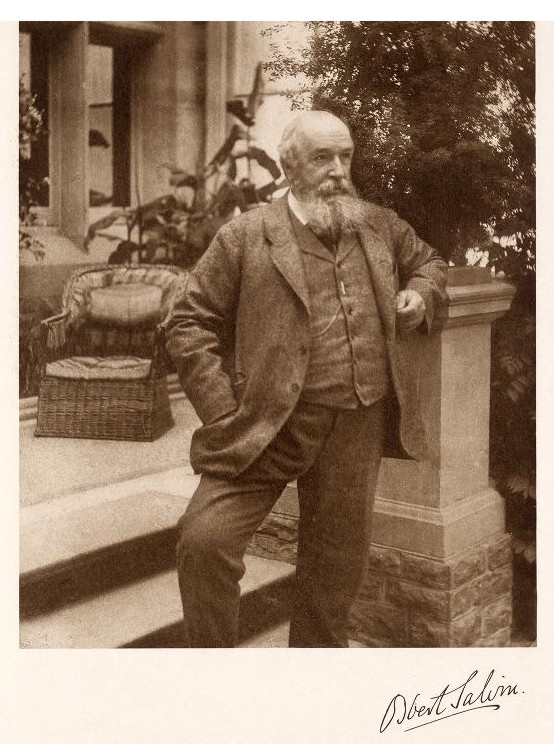
Osbert Salvin

オズバート・サルヴィン（Osbert Salvin FRS、1835年2月25日 - 1898年6月1日）はイギリスの鳥類学者、爬虫類学者である。ゴドマン(Frederick DuCane Godman)とともに52巻の中央アメリカの博物学事典 "Biologia Centrali-Americana" (1879–1915)を編集した。

## 略歴
ロンドンのFinchleyに建築家のアントニー・サルヴィン（Anthony Salvin）の息子に生まれた。ケンブリッジ大学で学び、1857年に学位を得た。結婚して親類となった旅行家のヘンリー・ベーカー・トリストラムとともにチュニジアとアルジェリア東部を旅し、その旅行記を1859年と1860年に鳥類学雑誌、Ibisに発表した。1857年秋に中米のグアテマラを初めて訪れた後、何度かその地を訪れ、1861年にゴドマンと訪れた後、"Biologia Centrali-Americana"の刊行が計画された。
1871年にIbisの編集者となり、ケンブリッジ大学の学芸員職（Strickland Curatorship）に任じられ、ヒュー・エドウィン・ストリックランドが残した鳥類標本の目録を編集した。イギリス鳥学会の創立メンバーの一人であり、大英博物館の鳥類目録の2つの科について執筆した。リルフォード男爵（Thomas Powys, 4th Baron Lilford）の"Coloured Figures of British Birds"を1897年に完成させたのが最後の仕事となった。
王立協会、ロンドン・リンネ協会、動物学会、昆虫学会のフェローに選ばれ、没する時点ではイギリス鳥学会の事務局長を務めていた。イギリス鳥学会の伝統のある賞、ゴドマン・サルヴィン・メダル(Godman-Salvin Medal)はゴドマンとサルヴィンの名を冠している。
爬虫類学の分野でも、中米の2種の爬虫類の種を記載し、サルヴィンオオニオイガメ（学名：Staurotypus salvinii）など4種の爬虫類の種に献名されている。

## Biologia Centrali-Americanaの図版

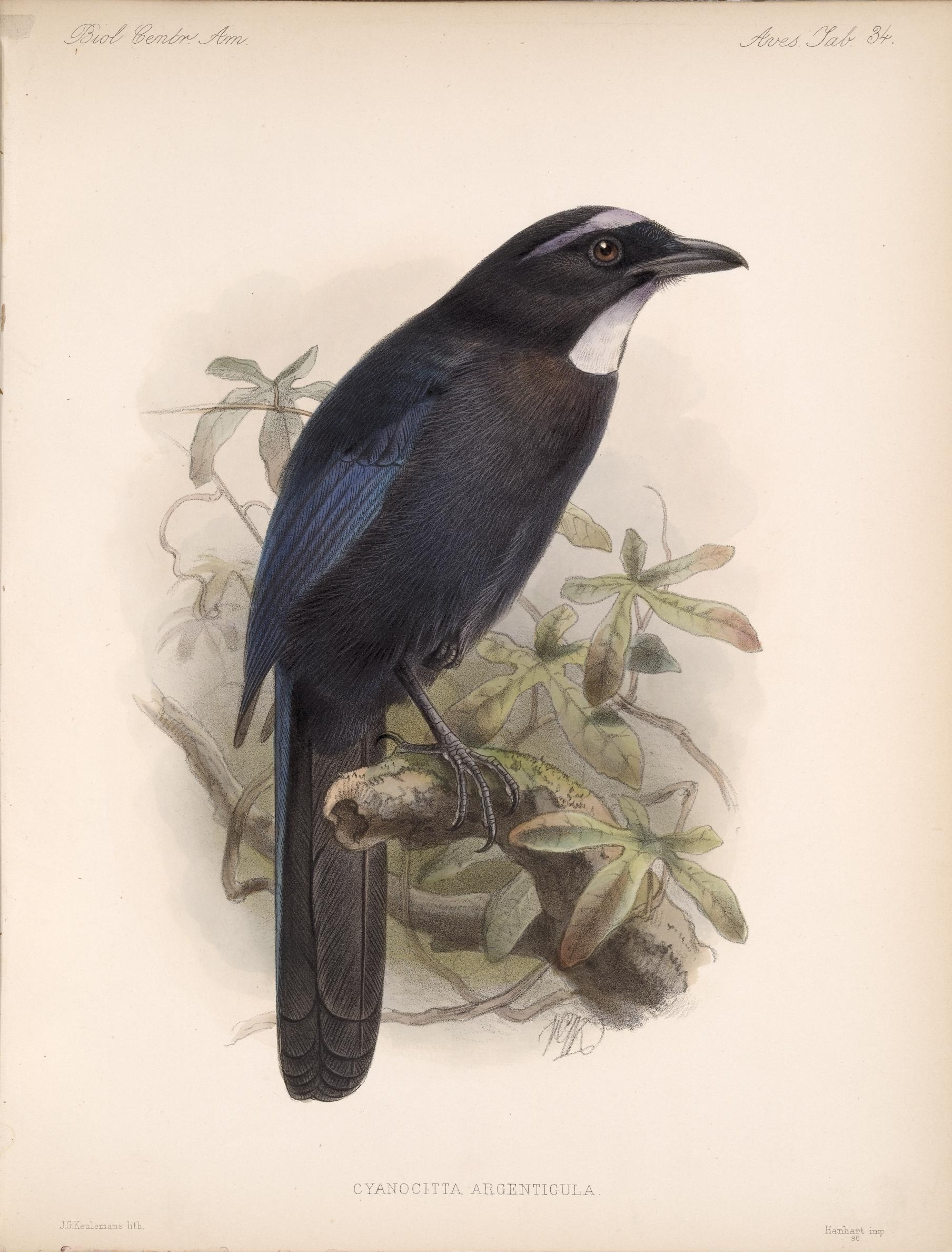
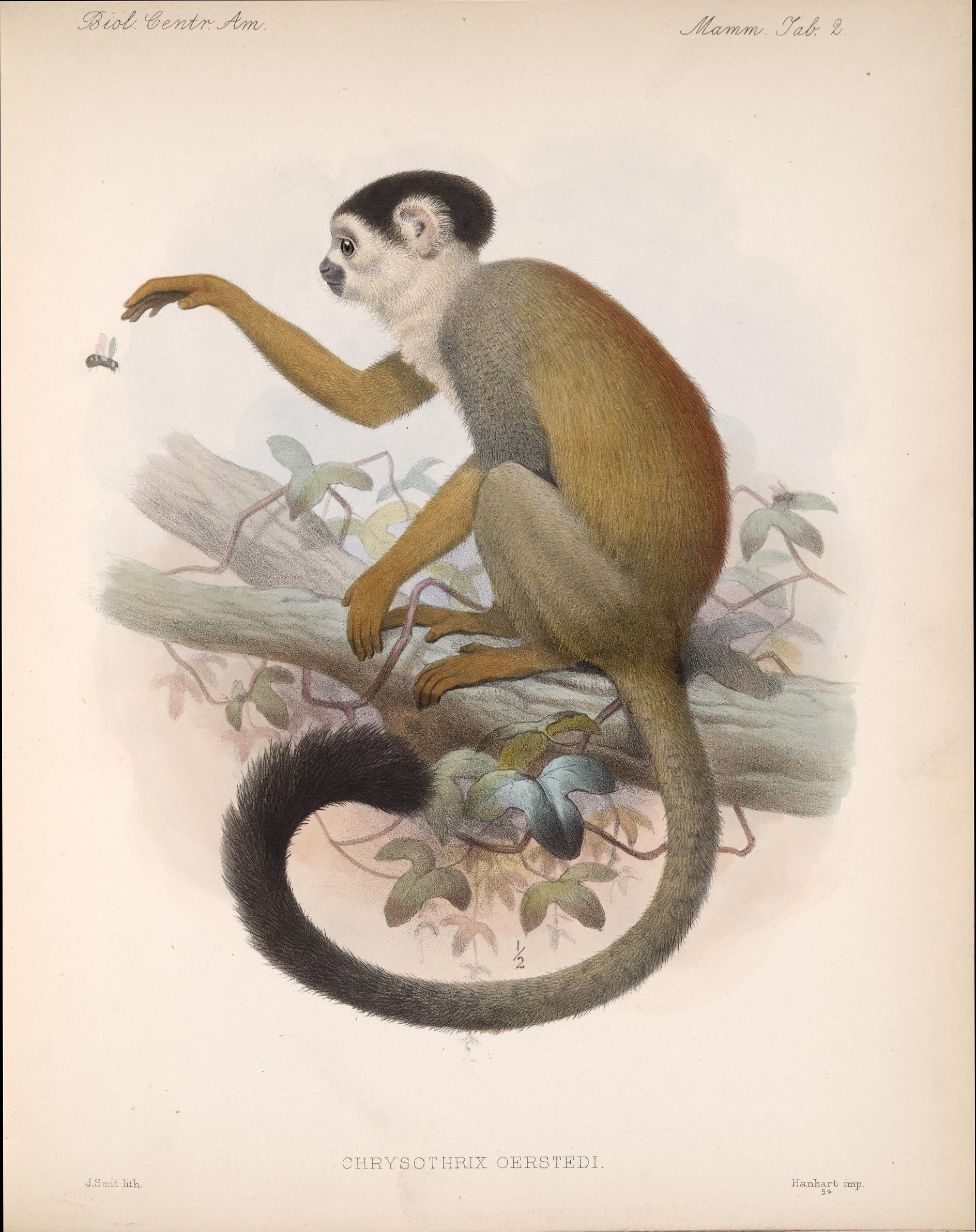
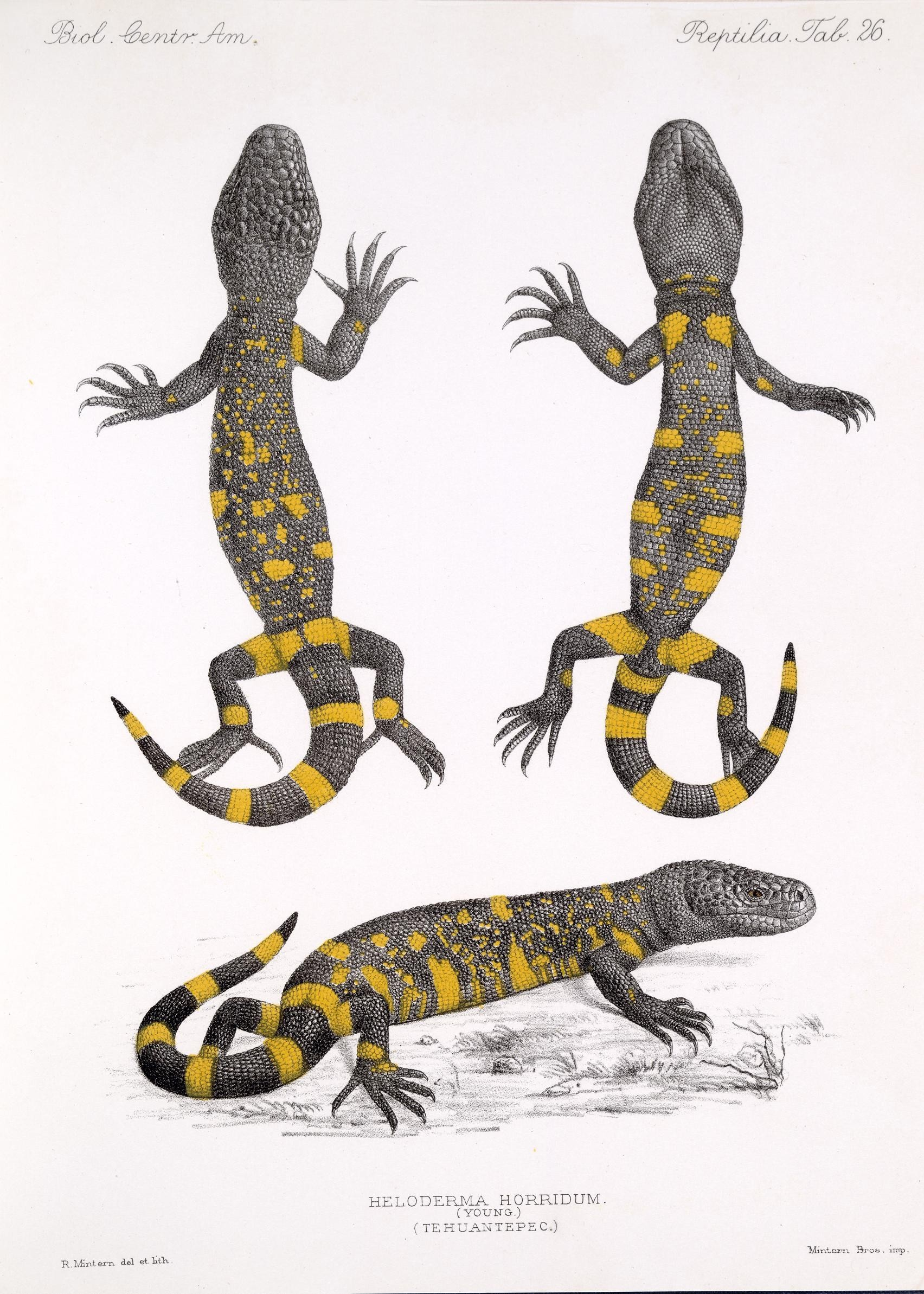
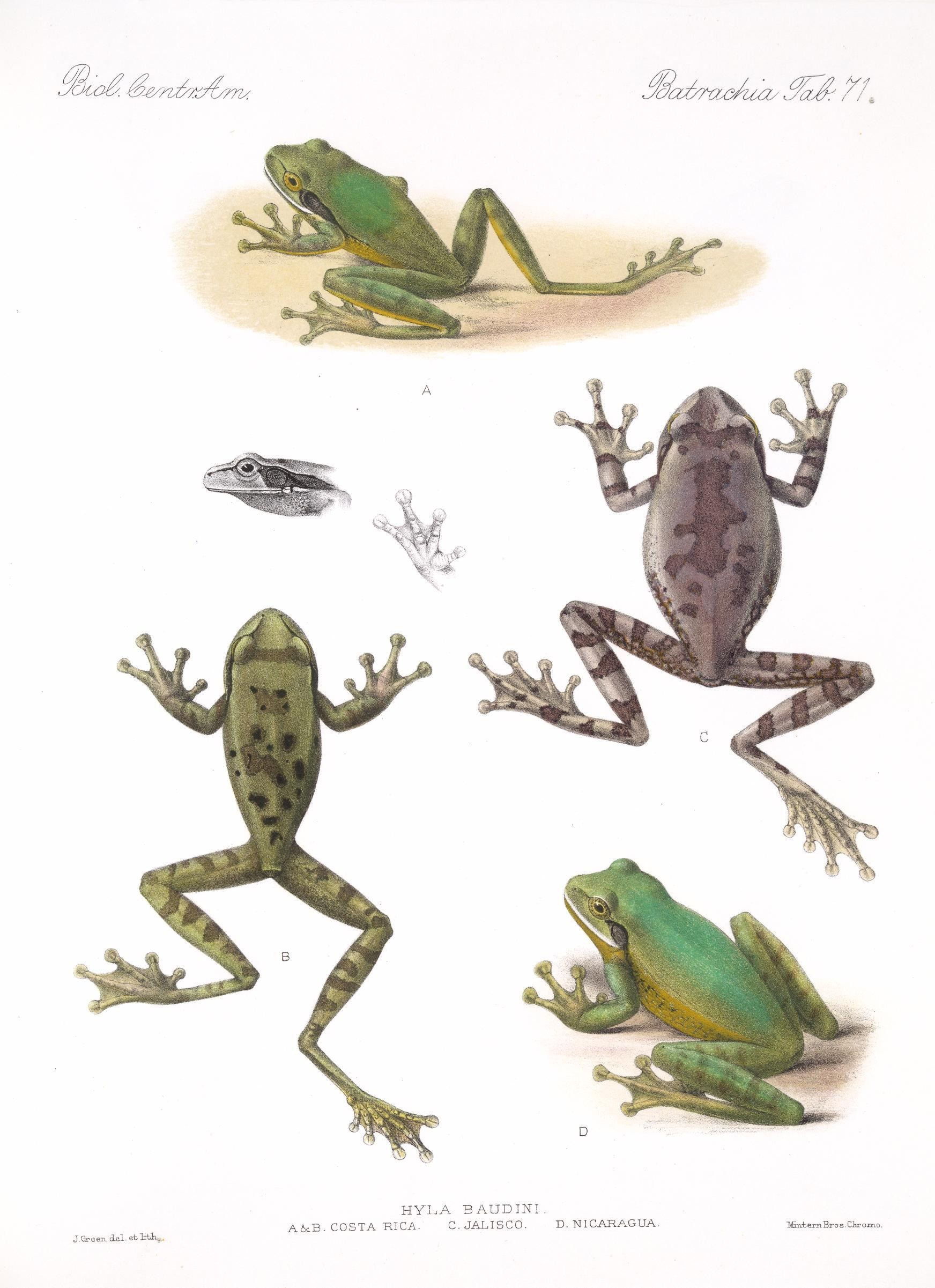
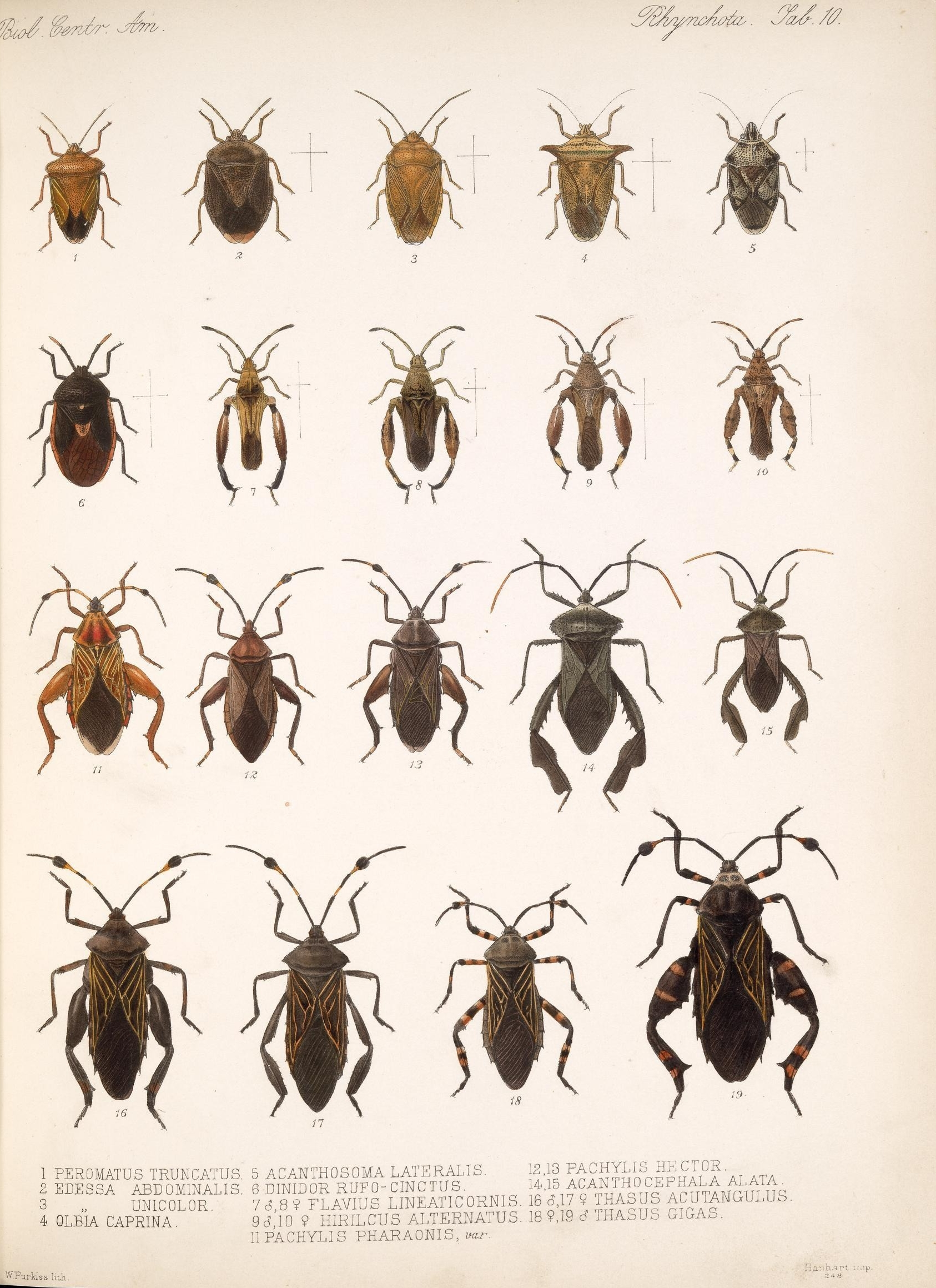